# Jesse Robredo
Jesse Robredo y Manalastás (Naga, 27 de mayo de 1958-Isla de Masbate, 18 de agosto de 2012) fue un político filipino que se desempeñó como 23º Secretario del Interior y Gobierno Local en la administración del presidente Benigno Aquino III desde 2010 hasta su muerte en 2012. Robredo era miembro del Partido Liberal de Filipinas.
A partir de 1988, Robredo cumplió seis mandatos como alcalde de Naga en Camarines Sur. En reconocimiento a sus logros como alcalde de Naga, Robredo recibió el Premio Ramon Magsaysay por Servicio Gubernamental en 2000, el primer alcalde filipino en recibir este honor. Fue designado miembro del Gabinete del Presidente Aquino en julio de 2010. Robredo falleció el 18 de agosto de 2012, cuando la avioneta en la que viajaba se estrelló frente a la costa de la isla de Masbate, luego de sufrir una falla en el motor.

## Biografía
Jesse Robredo nació el 27 de mayo de 1958 en Naga. Su padre, José Robredo y Chan y su madre, Macelina Manalastás, tuvieron otro hijo y tres hijas además de Robredo. El abuelo paterno de Robredo era un inmigrante chino llamado Lim Pay Co que llegó a Filipinas a principios del siglo XX. Allí, tras su conversión al cristianismo, tomó el nombre de Juan Lim Robredo.
Jesse recibió su educación primaria en Naga Parochial School, una escuela privada católica. Después de la escuela primaria, asistió al Ateneo de Naga, una escuela secundaria dirigida por jesuitas. Posteriormente, estudió Ingeniería en Gestión Industrial e Ingeniería Mecánica en la Universidad De La Salle. En 1985, completó una Maestría en Administración de Empresas de la Universidad de Filipinas.
En 1986, se unió al gobierno filipino en Naga como director del Programa de Desarrollo de la Cuenca del Río Bicol. Este programa tenía como objetivo garantizar un enfoque integrado de las cuencas fluviales en las tres provincias relevantes de Bicol. Robredo fue elegido alcalde de Naga en las elecciones de 1988. A la edad de 29 años, se convirtió en el alcalde más joven de una ciudad filipina.
En 2010, Robredo fue nombrado ministro del Interior por Benigno Aquino III. En este puesto, estuvo a cargo de la Policía Nacional de Filipinas. Inició investigaciones sobre posible corrupción en la construcción de comisarías y la compra de helicópteros y botes salvavidas. También participó en el desmantelamiento de pequeños ejércitos privados de políticos locales influyentes en el período previo a las elecciones filipinas de 2013.

## Muerte
El 18 de agosto de 2012, el Piper Seneca que transportaba a Robredo se estrelló en el mar frente a Masbate. Después de una operación de rescate a gran escala, los buzos encontraron su cuerpo tres días después del accidente a una profundidad de 60 metros. Robredo estuvo casado con Leni Robredo y juntos tuvieron tres hijas. Su esposa también ingresó a la política filipina después de su muerte, siguiendo los pasos de su esposo. Fue elegida miembro de la Cámara de Representantes de Filipinas en 2013 y fue elegida Vicepresidenta de Filipinas en las elecciones de 2016.